# Dadra és Nagar Haveli
Dadra és Nagar Haveli India egyik önálló szövetségi területe volt, de 2020-ban egyesítették Daman és Diu szövetségi területtel, és egy új közigazgatási egység jött létre: Dadra és Nagar Haveli és Daman és Diu.nyugati részén.

## Földrajz
Dadra egy enklávé Gudzsarát államban, míg Nagar Haveli néhány kilométerre délre fekszik, Gudzsarát és Mahárástra tartomány határán.
A terület 40%-a erdő. Fő folyója a Daman Ganga.

## Történelem
Az első ismert nép, amely a területen élt, kolinak hívták. A 13. században érkezett ide a dadra és a nagar haveli népcsoport. 
1783-ban Hagar Haveli, majd 1785-ben Dadra is portugál gyarmat lett.
A szövetségi terület 1961. augusztus 11-én alakult meg.